# Al-Zabadani
Al-Zabadani hoặc Az-Zabadani (tiếng Ả Rập: الزبداني) là một thành phố và trạm đồi nổi tiếng ở phía tây nam Syria thuộc Tỉnh bang Dimashq, gần biên giới với Liban. Nó nằm ở trung tâm của một thung lũng xanh được bao quanh bởi những ngọn núi cao ở độ cao khoảng 1.100 m. Theo Cục Thống kê Trung ương Syria (CBS), Al-Zabadani có dân số 26.285 trong cuộc điều tra dân số năm 2004. Thành phố đã bị tàn phá nặng nề trong Trận Zabadani (2015) trước khi thỏa thuận hòa bình được ký kết, cuối cùng đã đưa thành phố trở lại quyền kiểm soát của chính phủ vào tháng 4 năm 2017.

## Tổng quan

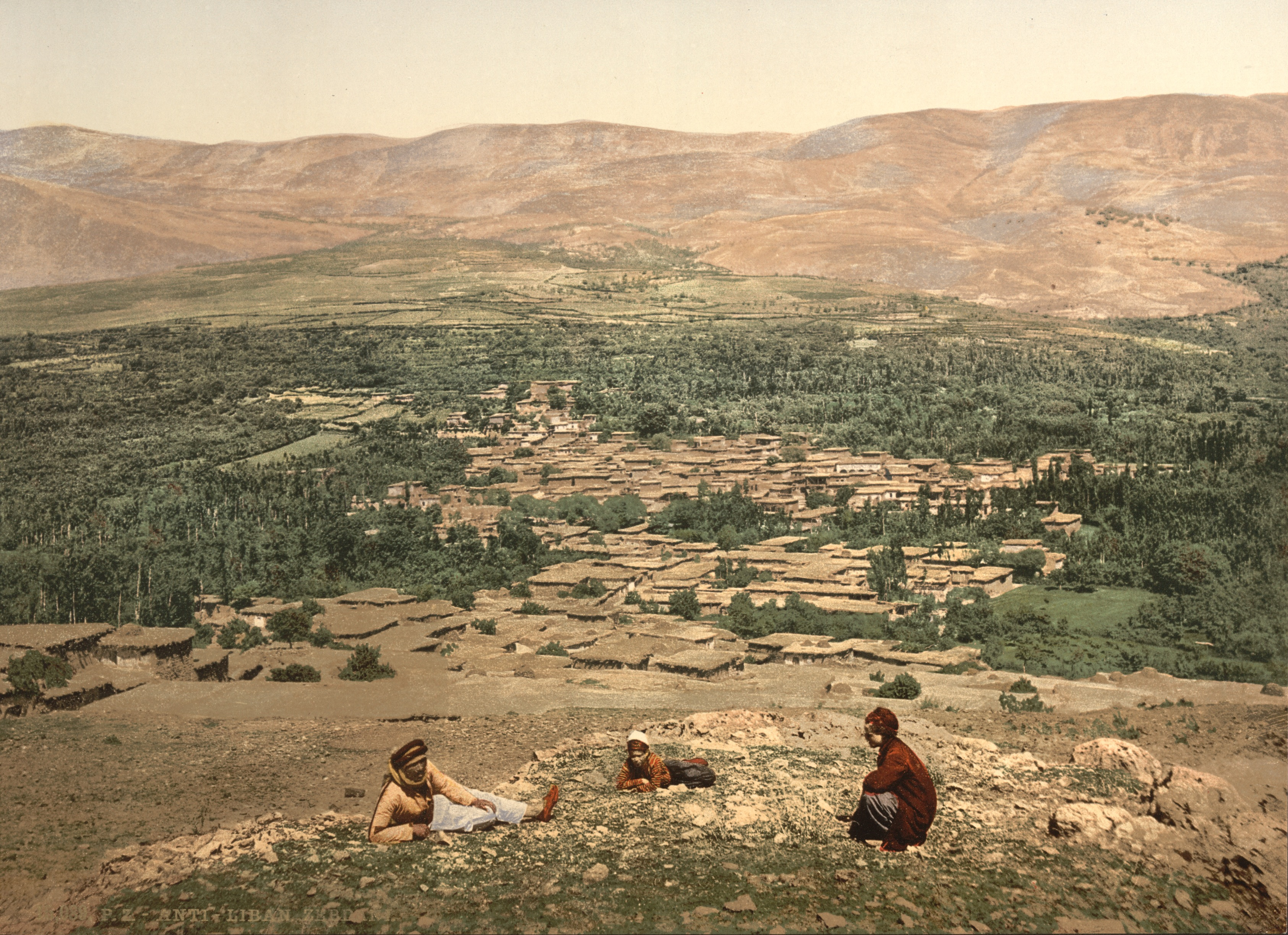
Tổng quan về Al-Zabadani, thập niên 1890

So với Damascus, thời tiết ở Al-Zabadani có xu hướng ôn hòa hơn vào mùa hè, thấp hơn khoảng 5 độ8 độ, nhưng từ tháng 12 đến cuối tháng 2 trời lạnh hơn với nhiều tuyết và nhiệt độ giảm xuống −10 độ. Thời tiết mùa hè ôn hòa, cùng với khung cảnh tuyệt đẹp, đã khiến các nhà cai trị thực dân Pháp phát triển thành phố thành một khu nghỉ mát và trạm đồi truyền thống, và đã biến thị trấn thành một khu nghỉ mát nổi tiếng, cho cả khách du lịch và cho du khách từ các thành phố Syria trên đồng bằng, đặc biệt là Damascus gần đó, và cho hàng chục ngàn du khách từ bán đảo Ả Rập. Một khu vực cao hơn Al-Zabadani là hàng xóm của nó Bloudan, cũng là một khu nghỉ mát cho hàng ngàn khách du lịch. Bloudan là khoảng 1.500   mét trên mực nước biển.
Al-Zabadani chủ yếu là người Sunni, với một tỷ lệ đáng kể các Kitô hữu, những người có nhà thờ và tu viện riêng. Al-Zabadani đang phát triển nhanh chóng và có mối liên hệ tốt với Damascus.
Các hướng đạo sinh của Syria có một trung tâm huấn luyện quốc gia tại Al-Zabadani, nơi Jamboree Arab đầu tiên được tổ chức vào năm 1954.

## Khí hậu
Al-Zabadani có khí hậu Địa Trung Hải mùa hè nóng (phân loại khí hậu Köppen: Csa). Vào mùa đông có lượng mưa nhiều hơn vào mùa hè. Nhiệt độ trung bình hàng năm ở Al-Zabadani là 14,1 °C (57,4 °F). Khoảng 510 mm (20,08 in)     lượng mưa giảm hàng năm. 
| Dữ liệu khí hậu của {{{location}}} | Dữ liệu khí hậu của {{{location}}} | Dữ liệu khí hậu của {{{location}}} | Dữ liệu khí hậu của {{{location}}} | Dữ liệu khí hậu của {{{location}}} | Dữ liệu khí hậu của {{{location}}} | Dữ liệu khí hậu của {{{location}}} | Dữ liệu khí hậu của {{{location}}} | Dữ liệu khí hậu của {{{location}}} | Dữ liệu khí hậu của {{{location}}} | Dữ liệu khí hậu của {{{location}}} | Dữ liệu khí hậu của {{{location}}} | Dữ liệu khí hậu của {{{location}}} | Dữ liệu khí hậu của {{{location}}} |
| Tháng                              | 1                                  | 2                                  | 3                                  | 4                                  | 5                                  | 6                                  | 7                                  | 8                                  | 9                                  | 10                                 | 11                                 | 12                                 | Năm                                |
| ---------------------------------- | ---------------------------------- | ---------------------------------- | ---------------------------------- | ---------------------------------- | ---------------------------------- | ---------------------------------- | ---------------------------------- | ---------------------------------- | ---------------------------------- | ---------------------------------- | ---------------------------------- | ---------------------------------- | ---------------------------------- |
| [ cần dẫn nguồn ]                  |                                    |                                    |                                    |                                    |                                    |                                    |                                    |                                    |                                    |                                    |                                    |                                    |                                    |

## Nội chiến Syria
Vào ngày 18 tháng 1 năm 2012, Al-Zabadani trở thành thành phố đầu tiên nằm dưới sự kiểm soát của Quân đội Syria Tự do, sau trận chiến đẫm máu kéo dài 11 ngày. Vào ngày 11 tháng 2, Quân đội Syria đã giành lại quyền kiểm soát thành phố.
Thành phố Al-Zabadani cực kỳ quan trọng đối với chính phủ Syria và Iran bởi vì, ít nhất là vào cuối tháng 6 năm 2011, thành phố này đóng vai trò là trung tâm hậu cần của Lực lượng Vệ binh Cách mạng Hồi giáo để cung cấp cho Hezbollah. 

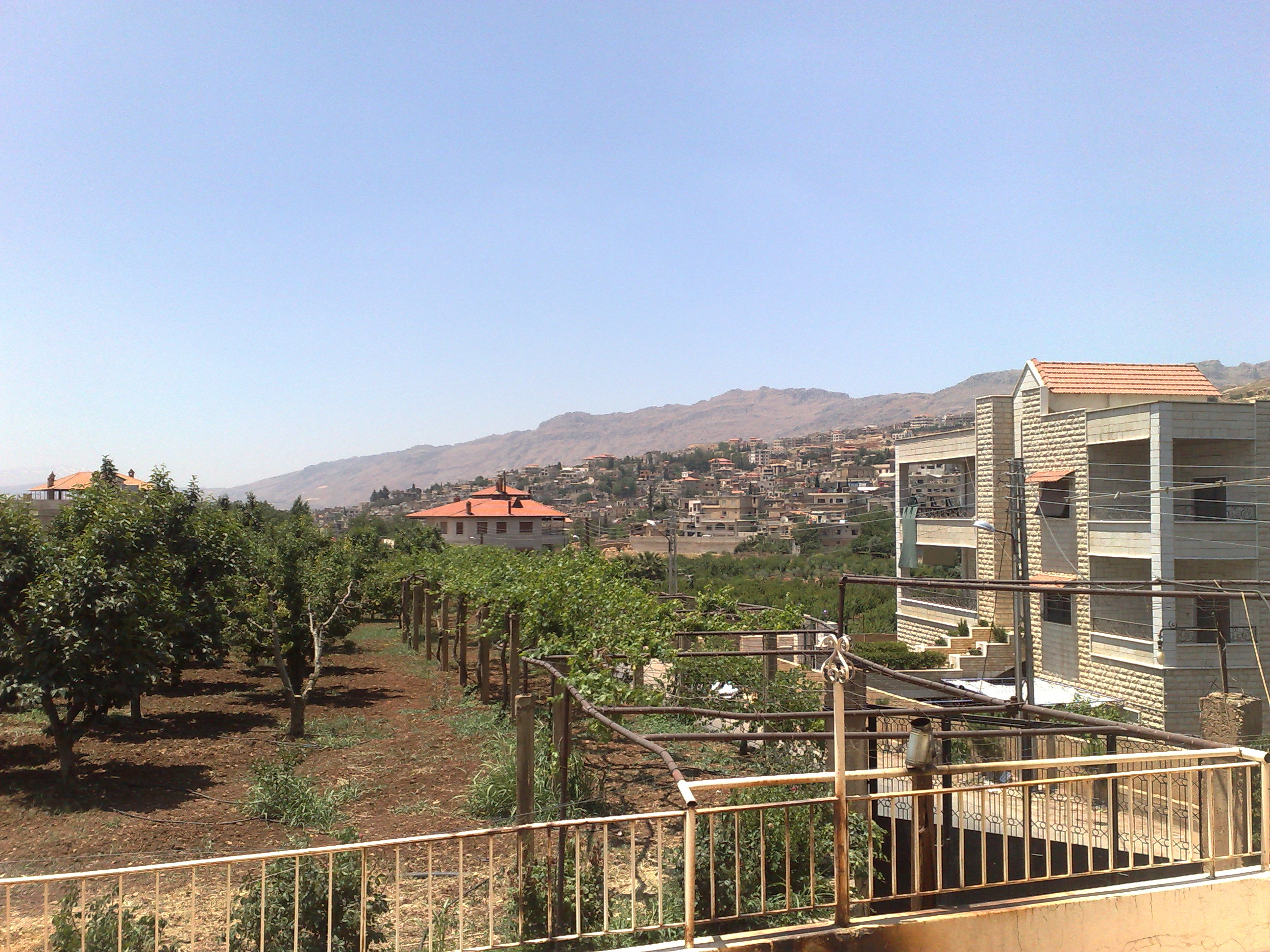
Nhà và trang trại ở Thung lũng Zabadani

Đến cuối tháng 7, thị trấn đã trở thành một căn cứ hoạt động cho Hezbollah và Vệ binh Iran. Vào tháng 8, các máy bay chiến đấu địa phương ở Zabadani đã chiếm lại 70% thị trấn chỉ còn lại một vài trạm kiểm soát quân đội bị cô lập. Vào ngày 28 tháng 2 năm 2014, một thỏa thuận ngừng bắn đã đạt được giữa các lực lượng chính phủ và phiến quân. Sau đó, có báo cáo rằng thỏa thuận ngừng bắn đã bị phá vỡ và phiến quân tấn công các trạm kiểm soát của chính phủ, với việc chính phủ bao vây và pháo kích thị trấn. Vào ngày 26 tháng 4 năm 2014, phiến quân đã đầu hàng sau cuộc chiến dữ dội với quân đội chính phủ, mất đi thành trì cuối cùng dọc biên giới Lebanon, chỉ để giành lại quyền kiểm soát thành phố nhiều tháng sau đó.     Sau một cuộc bao vây kéo dài của SAA và Hezbollah, một thỏa thuận do Liên Hợp Quốc làm trung gian cuối cùng đã được ký kết vào tháng 9 năm 2015, theo đó thành phố đã được sơ tán liên tiếp bởi phiến quân và sự kiểm soát của thành phố được trao lại cho chính phủ Syria vào ngày 19 tháng 4 năm 2017.

## Kết nghĩa thành phố
- liên_kết=|viền Neunkirchen, Saarland, Đức [10]